# L'Alpina
L'Alpina Maglierie Sportive S.p.A. è un'industria italiana di calzature ed abbigliamento sportivo. È stata fondata nel 1946 e propone prodotti per il tennis tramite il marchio Australian by l'alpina maglierie sportive S.p.A. meglio conosciuto come Australian.

## Sponsorizzazioni

### Tennis
. Paolo Cane'
- Federazione Italiana Tennis
- Internazionali Bnl D'Italia
- Ivan Lendl
- Eddie Dibbs
- Ronald Agénor
- Víctor Pecci
- Tomáš Šmíd
- Anders Järryd
- Goran Ivanišević
- Petr Korda
- Jiří Novák
- Radek Štěpánek
- Victor Hănescu
- Andrej Golubev
- Paolo Lorenzi
- Laurynas Grigelis
- Daniele Bracciali
- František Čermák
- Filip Polášek
- Gianluca Naso
- Karol Beck
- Jan Mertl
- Luca Vanni
- Peter Gojowczyk
- Salvatore Caruso
- James Duckworth
- Francesco Passaro
- Matteo Gigante
- Elisabetta Cocciaretto
- Dušan Lajović
- Roman Safiullin